# Liloca
 (novembre 2021).
Luísa Zélia Sebastiana da Graça Madade, mieux connue sous le nom de Liloca, est une chanteuse mozambicaine, née le 29 avril 1985 à Tete. Elle décrit sa musique comme appartenant aux genres Afro, Marrabenta et Afro House.

## Biographie
Luísa Madade est née le 29 avril 1985 dans la ville de Tete, dans le nord du Mozambique. Liloca est passionnée de danse depuis ses premières années. 
En 2004, elle fonde sa propre école de danse appelée "Sweet Dance" et travaille comme danseuse pour l'artiste mozambicain Rogério Denis (Mc Roger). Deux ans plus tard, elle sort sa première chanson intitulée "Como Ela Dança" ("Comme elle danse" en français) sous le nom de scène "Liloca", suivie en 2007 par la chanson suivante "Muyive" (Changana: Robber). Son premier album de musique a également été suivi en 2007, intitulé "Tic Tac is My Style". En 2009, il sort son deuxième album "Magnífica". Dans les années suivantes, Liloca a sorti beaucoup plus de singles, sortis en 2012 sur l'album "Mulher Mozambicana". 
Liloca a remporté plusieurs prix nationaux de musique et se considère comme la "chanteuse du peuple". Cependant, son succès est encore limité au marché mozambicain aujourd'hui. Son objectif est, comme elle l'a déjà dit, de changer cela à l'avenir. Ses chansons les plus réussies incluent "Muyive", "Como Ela Dança", "Tic Tac" (de l'album Como Ela Dança), "Ser Segunda" (de l'album Muyive) et "Tá Doce", "Mulher Moçambicana" et " Mufana "(extrait de l'album Tic Tac é meu Style). 
En 2015, la chanteuse a été sévèrement critiquée pour avoir participé à un festival lors de la Journée internationale de l'enfance à Maputo, où elle a interprété une chorégraphie étreindre[Quoi ?]. De nombreux médias ont jugé cela inapproprié, qualifiant leurs apparitions de "programmes de musique pornographique" et de symptôme d'une société hostile aux enfants,.  
Des membres du FRELIMO ont exprimé leur compréhension du fait que la chanteuse avait été autorisée à accompagner le président Filipe Nyusi lors d'une visite d'État au Portugal. 
Actuellement, la chanteuse habite à Maputo.